# Női snowboard big air a 2018. évi téli olimpiai játékokon
A 2018. évi téli olimpiai játékokon a snowboard női big air versenyszámát február 19-én és 23-án rendezték. Az aranyérmet az osztrák Anna Gasser nyerte. A versenyszámban nem vett részt magyar versenyző.
Ez a versenyszám először szerepelt a téli olimpia programjában.

## Eseménynaptár
Az időpontok helyi idő szerint (UTC+9), zárójelben magyar idő szerint (UTC+1) olvashatóak.
| Forduló   | Időpont                   |
| --------- | ------------------------- |
| Selejtező | február 19., 10:00 (2:00) |
| Döntő     | február 22., 9:30 (1:30)  |

## Eredmények

### Selejtező
A selejtezőből az első 12 helyezett a döntőbe jutott. Két futamot rendeztek, a két futam közül a versenyzők jobb eredményeit vették figyelembe a rangsorolásnál.
A rövidítések jelentése a következő:
- Q: a döntőbe jutott

| Hely. | R  | Versenyző            | Nemzet                           | 1. futam | 2. futam | Jobb eredmény | Mj |
| ----- | -- | -------------------- | -------------------------------- | -------- | -------- | ------------- | -- |
| 1.    | 14 | Anna Gasser          | Ausztria (AUT)                   | 88,25    | 98,00    | 98,00         | Q  |
| 2.    | 12 | Yuka Fujimori        | Japán (JPN)                      | 82,00    | 94,25    | 94,25         | Q  |
| 3.    | 11 | Reira Iwabuchi       | Japán (JPN)                      | 80,00    | 92,75    | 92,75         | Q  |
| 4.    | 16 | Laurie Blouin        | Kanada (CAN)                     | 90,25    | 92,25    | 92,25         | Q  |
| 5.    | 7  | Zoi Sadowski-Synnott | Új-Zéland (NZL)                  | 72,75    | 92,00    | 92,00         | Q  |
| 6.    | 9  | Jamie Anderson       | Egyesült Államok (USA)           | 30,25    | 90,00    | 90,00         | Q  |
| 7.    | 15 | Miyabi Onitsuka      | Japán (JPN)                      | 81,75    | 86,50    | 86,50         | Q  |
| 8.    | 5  | Sina Candrian        | Svájc (SUI)                      | 31,75    | 86,00    | 86,00         | Q  |
| 9.    | 6  | Julia Marino         | Egyesült Államok (USA)           | 83,75    | 85,25    | 85,25         | Q  |
| 10.   | 13 | Silje Norendal       | Norvégia (NOR)                   | 76,00    | 77,50    | 77,50         | Q  |
| 11.   | 4  | Spencer O'Brien      | Kanada (CAN)                     | 69,50    | 76,75    | 76,75         | Q  |
| 12.   | 17 | Jessika Jenson       | Egyesült Államok (USA)           | 76,25    | 39,75    | 76,25         | Q  |
| 13.   | 24 | Jessica Rich         | Ausztrália (AUS)                 | 73,50    | 74,25    | 74,25         |    |
| 14.   | 3  | Hailey Langland      | Egyesült Államok (USA)           | 73,00    | 29,00    | 73,00         |    |
| 15.   | 19 | Carla Somaini        | Svájc (SUI)                      | 70,75    | 24,75    | 70,75         |    |
| 16.   | 10 | Enni Rukajärvi       | Finnország (FIN)                 | 68,75    | 49,75    | 68,75         |    |
| 17.   | 8  | Brooke Voigt         | Kanada (CAN)                     | 67,75    | 32,00    | 67,75         |    |
| 18.   | 26 | Elena Könz           | Svájc (SUI)                      | 62,00    | 65,75    | 65,75         |    |
| 19.   | 22 | Šárka Pančochová     | Csehország (CZE)                 | 65,50    | 30,00    | 65,50         |    |
| 20.   | 1  | Cheryl Maas          | Hollandia (NED)                  | 65,00    | 44,75    | 65,00         |    |
| 21.   | 18 | Szofja Fjodorova     | Olimpikonok Oroszországból (OAR) | 64,00    | 23,25    | 64,00         |    |
| 22.   | 23 | Isabel Derungs       | Svájc (SUI)                      | 54,00    | 59,25    | 59,25         |    |
| 23.   | 21 | Klaudia Medlová      | Szlovákia (SVK)                  | 30,75    | 50,50    | 50,50         |    |
| 24.   | 25 | Asami Hirono         | Japán (JPN)                      | 27,50    | 37,75    | 37,75         |    |
| 25.   | 2  | Aimee Fuller         | Nagy-Britannia (GBR)             | 25,00    | 14,25    | 25,00         |    |
| 26.   | 20 | Kateřina Vojáčková   | Csehország (CZE)                 | 19,00    | 10,50    | 19,00         |    |

### Döntő
A döntőben a versenyzők három ugrást teljesítettek, ebből a két legjobb eredményt összeadták, ennek a rangsorolása határozta meg a végeredményt.
A rövidítések jelentése a következő:
- JNS – az ugrás nem számít az értékelésbe

| Helyezés | R  | Versenyző            | Nemzet                 | 1. futam | 2. futam | 3. futam   | Összesen | Mj |
| -------- | -- | -------------------- | ---------------------- | -------- | -------- | ---------- | -------- | -- |
| Arany    | 14 | Anna Gasser          | Ausztria (AUT)         | JNS      | 89,00    | 96,00      | 185,00   |    |
| Ezüst    | 9  | Jamie Anderson       | Egyesült Államok (USA) | 90,00    | 87,25    | JNS        | 177,25   |    |
| Bronz    | 7  | Zoi Sadowski-Synnott | Új-Zéland (NZL)        | 65,50    | 92,00    | JNS        | 157,50   |    |
| 4.       | 11 | Reira Iwabuchi       | Japán (JPN)            | 79,75    | 67,75    | JNS        | 147,50   |    |
| 5.       | 5  | Sina Candrian        | Svájc (SUI)            | JNS      | 76,25    | 64,00      | 140,25   |    |
| 6.       | 13 | Silje Norendal       | Norvégia (NOR)         | 70,50    | 61,00    | JNS        | 131,50   |    |
| 7.       | 12 | Yuka Fujimori        | Japán (JPN)            | 82,25    | 40,50    | JNS        | 122,75   |    |
| 8.       | 15 | Miyabi Onitsuka      | Japán (JPN)            | 78,75    | JNS      | 40,25      | 119,00   |    |
| 9.       | 4  | Spencer O'Brien      | Kanada (CAN)           | 51,25    | JNS      | 62,00      | 113,25   |    |
| 10.      | 6  | Julia Marino         | Egyesült Államok (USA) | JNS      | 74,50    | 18,75      | 93,25    |    |
| 11.      | 17 | Jessika Jenson       | Egyesült Államok (USA) | JNS      | 21,50    | 19,00      | 40,50    |    |
| 12.      | 16 | Laurie Blouin        | Kanada (CAN)           | JNS      | 39,25    | nem indult | 39,25    |    |